# Burgstall Kosenburg
Der Burgstall Kosenburg (auch als Chosenpurkch bezeichnet) ist eine abgegangene Höhenburg in der Ortschaft Dornach in Grein an der Donau in Oberösterreich. Er befindet sich oberhalb des Steilabfalls in der Nähe des Gehöftes Mayrhofer (Adresse Dornach Nr. 14).

## Lage
Der Standort Kosenburg liegt am Ende des Machlandes bzw. am Eingang zum Strudengau. An dieser Engstelle der Donau konnte ebenso wie von der gegenüberliegenden niederösterreichischen Wallburg Kollmitzberg aus der Fernverkehr auf und entlang der Donau gut überwacht werden. Später übernahmen die weiter flussabwärts gelegene Burg Werfenstein und dann ab 1490 die Greinburg diese Aufgabe.
An strategisch wichtigen Stellen gab es noch mehr Burgen. Sie waren Teil eines alten Maut- und Sicherungssystems entlang der Donau im Strudengau. Die mehrheitlich am Nordufer in Oberösterreich gelegenen Burgen und Türme waren (von West nach Ost): Kosenburg, Greinburg (jüngerer Verwaltungsmittelpunkt), Wörth, Werfenstein (ursprünglicher Verwaltungsmittelpunkt), Helchenburg, Hausstein, Langenstein, Pain, Mautturm und Burg Sarmingstein. In Niederösterreich folgten Freyenstein am Südufer und all die weiteren.

## Geschichte
Diese hochmittelalterliche Burganlage dürfte zum Besitz der Familie Lettner zu Saxen gehört haben. Später wurde der dazugehörige Besitz geteilt und ein Teil kam über die Saxenegger an die Gneusser. Hanns der Knewzzer (Hans Kneusser) von Saxenegg gab 1383 seinem Burggrafen Ruger Harsser (Rudolf der Harscher) für seine treuen Dienste den Zehnt von 23 Häusern in der Nähe der Khosenburkch in Saechsner Pfarr.
Rudolf der Harscher starb 1405, seine Witwe und ihr Sohn Georg verkauften am 20. April 1405 die Zehntrechte auf 31 Häuser bei der Kosenburg dem Herrn Alber von Volkersdorf auf Kreuzen. Die Burg dürfte in der zweiten Hälfte des 15. Jahrhunderts aufgegeben worden sein, da weitere urkundliche Nennungen fehlen.

## Kosenburg heute
Die Substruktion der Kosenburg befindet sich oberhalb eines 55 m hohen bewaldeten felsigen Steilabfalls zur Donau, etwa 350 Meter südöstlich des Gehöftes Mayrhofer (Adresse Dornach Nr. 14, Lage). Vom Gehöft führt ein Weg durch Felder zu dem Laubwald bzw. Steilabfall mit den Substruktionen. Das Plateau der Kernburg ist im Randstreifen des Waldes ohne Weiteres erkennbar. Geländeformen legen für das Kernburgplateau eine abgewinkelte Länge von etwa 22 m und eine Breite von 7 bis 9 m nahe. Das Plateau wird ergänzt durch Reste von Gebäude- und Wehrmauern, Wällen und Gräben. Die Mauern sind nur mehr als Geländewülste erhalten. Aufrechte Mauern fehlen vollständig. Gräben und Wälle sind stark verschliffen.
Die Burg schützte im Osten der Steilabfall, im Norden und Süden je ein abfallendes Grabensystem. Von einem westlichen Grabensystem fehlt jegliche Spur. Das im Westen angrenzende Feld und die landwirtschaftliche Tätigkeit verwischten vermutlich die Geländespuren. Das Gehöft Mayrhofer, auch als Burgstallerhäusel bekannt, war der zur Burg gehörige Meierhof.
Privatbesitz. Kein Denkmalschutz.

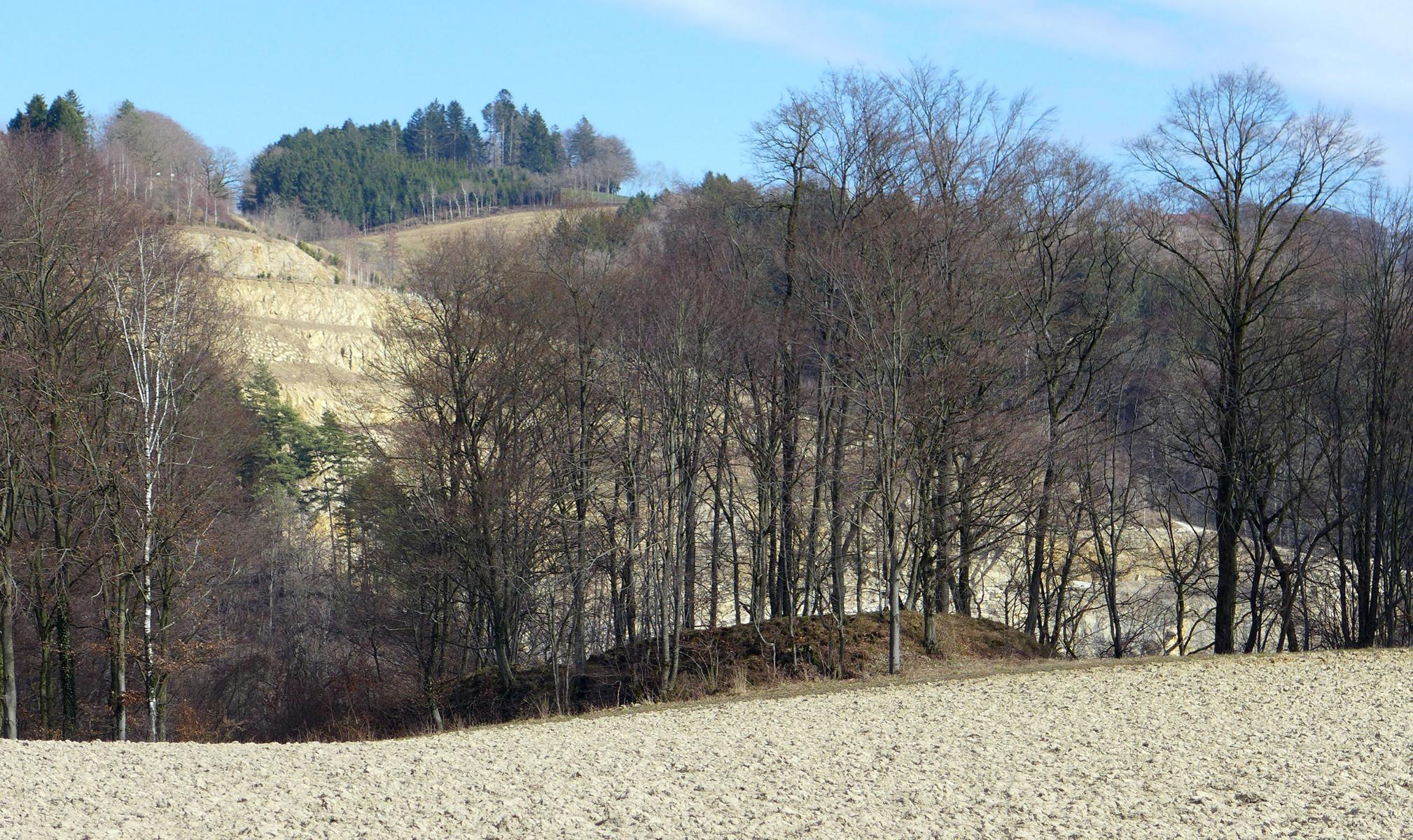
Burgstall unter Bäumen. Reste einer Schildmauer
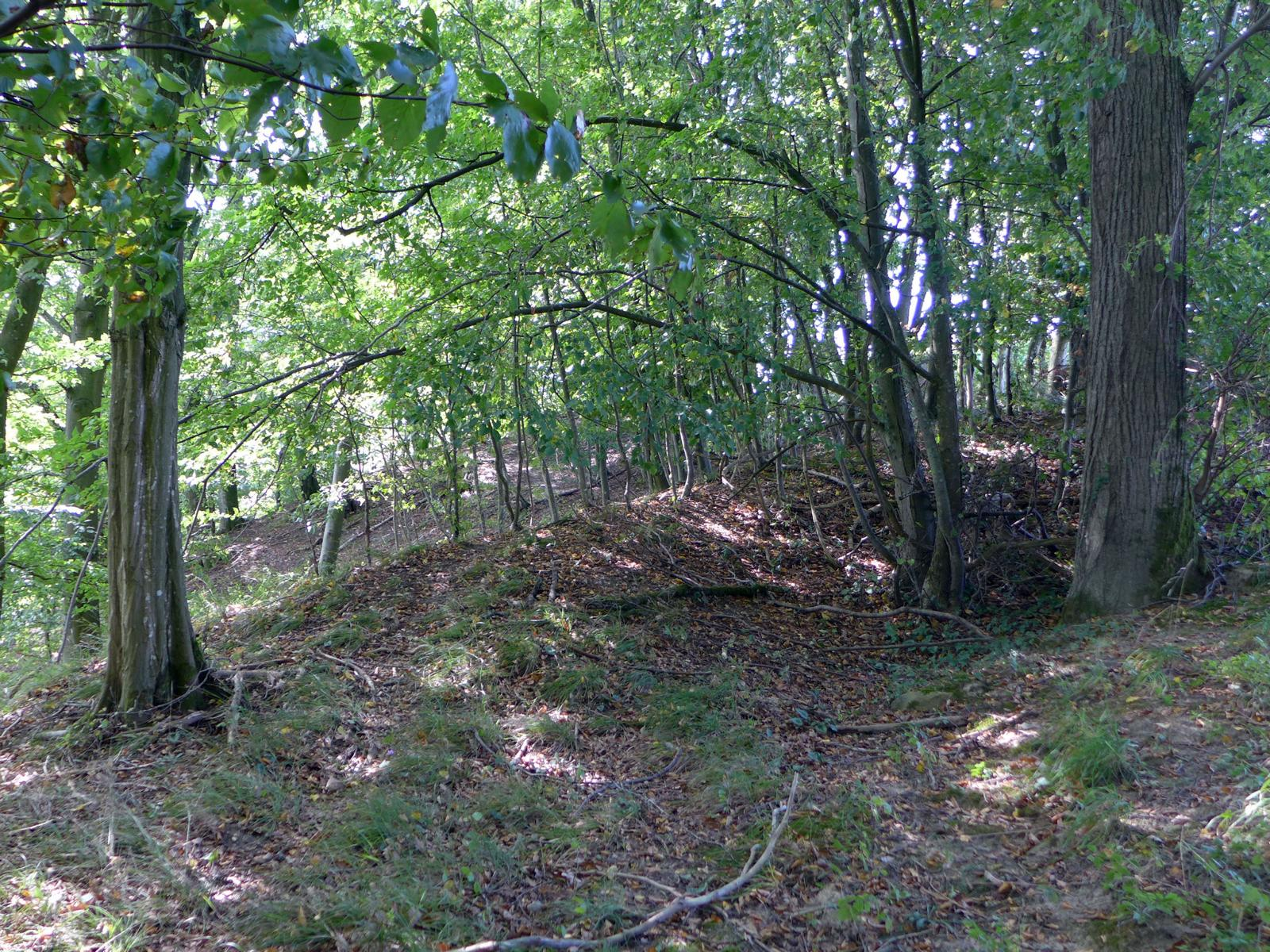
Kernburgplateau. Mauerrest (Geländewulst) im Süden
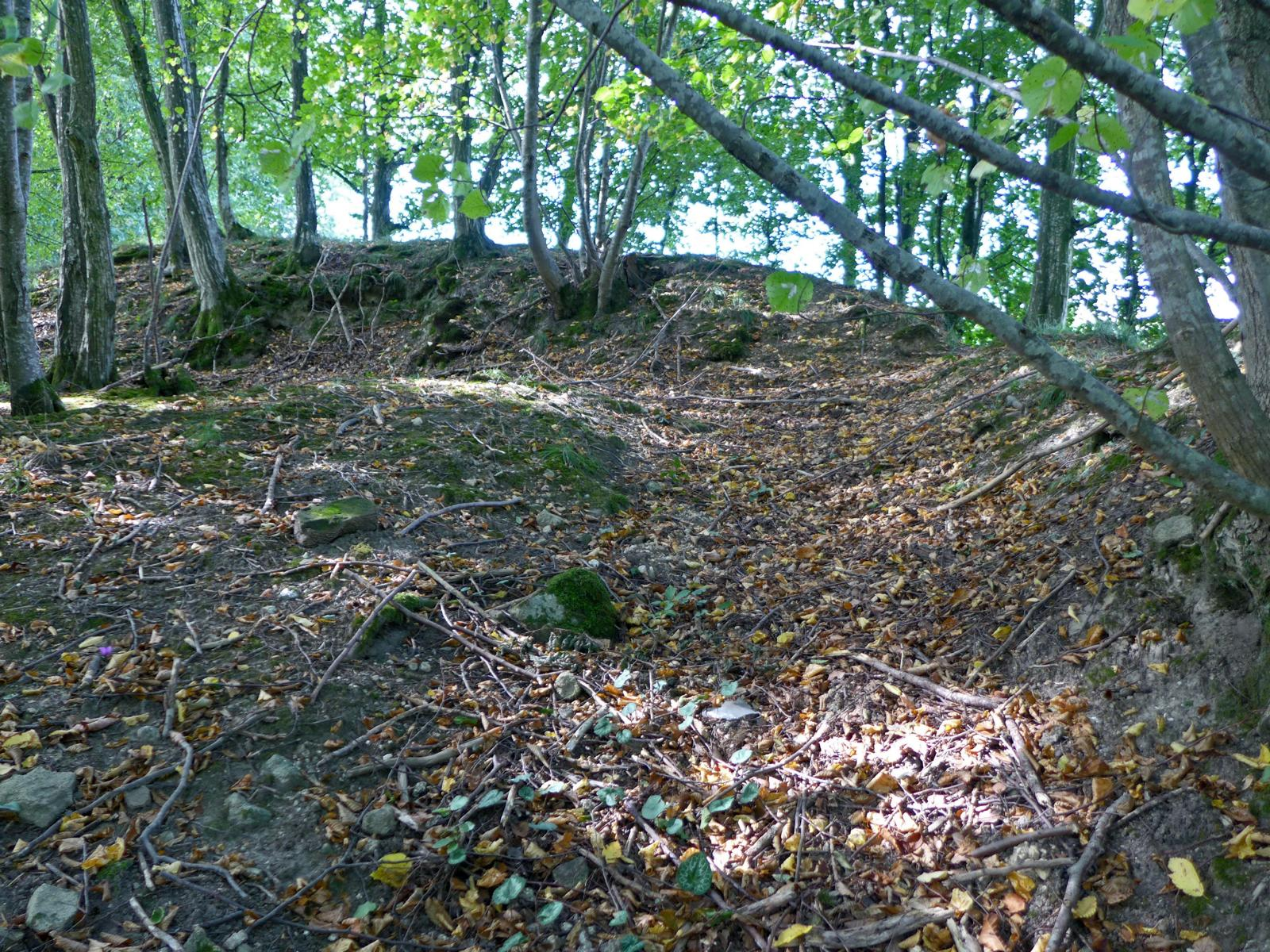
Kernburgplateau. Mauerrest (Geländewulst) im Westen
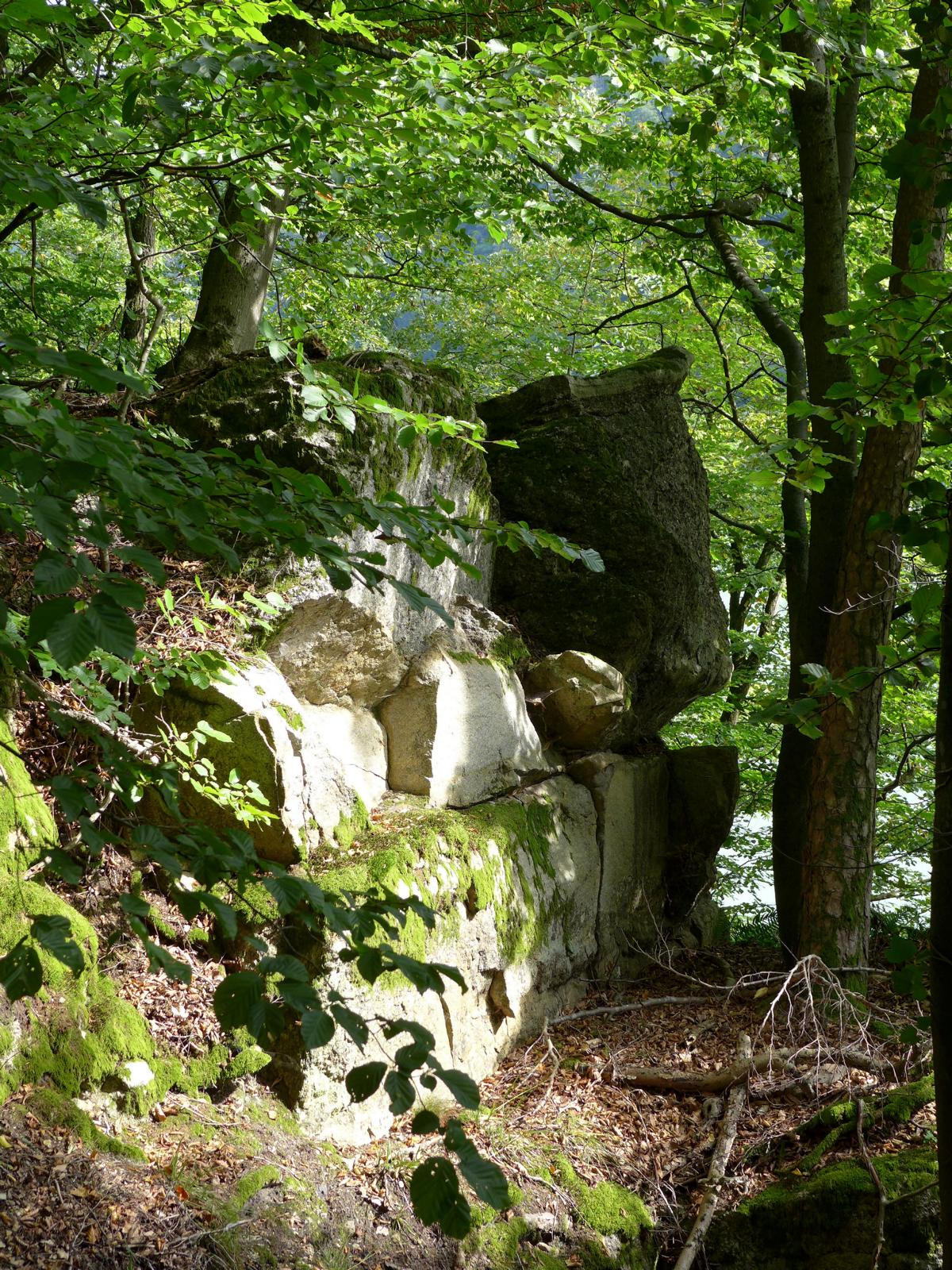
Felsen der Steilstufe im Osten zur Donau hin